# Дуб черешчатый с пирамидально-кипарисовидной кроной
Дуб черешчатый с пирамидально-кипарисовидной кроной — памятник природы, расположенный в Грозном. В 1910 году двухлетним саженцем был привезён из Ирана. Саженец был высажен во дворе дома по улице Первомайская (ныне улица имени Шейха Али Митаева), 28. Высота дуба примерно 30 метров, диаметр 83 см, крона пирамидально-кипарисовая, хорошо развитая. Дуб продолжает плодоносить.
С 2006 года имеет статус особо охраняемой природной территории республиканского значения.